# Cmentarz Schaerbeek
Cmentarz Schaerbeek (fr. Cimetière de Schaerbeek, niderl. Begraafplaats van Schaarbeek) - cmentarz znajdujący się w Regionie Stołecznym Brukseli.

## Pochowani na Cmentarzu Schaerbeek
- Louis Bertrand (1856–1943)
- Ernest Cambier (1844–1909)
- Andrée de Jongh (1916–2007)
- Henri Jaspar (1870–1939)
- René Magritte (1898–1967)
- Marcel Mariën (1920–1993)
- Henry Stacquet (1838–1906)
- Julian Steinhaus (1865–1922)

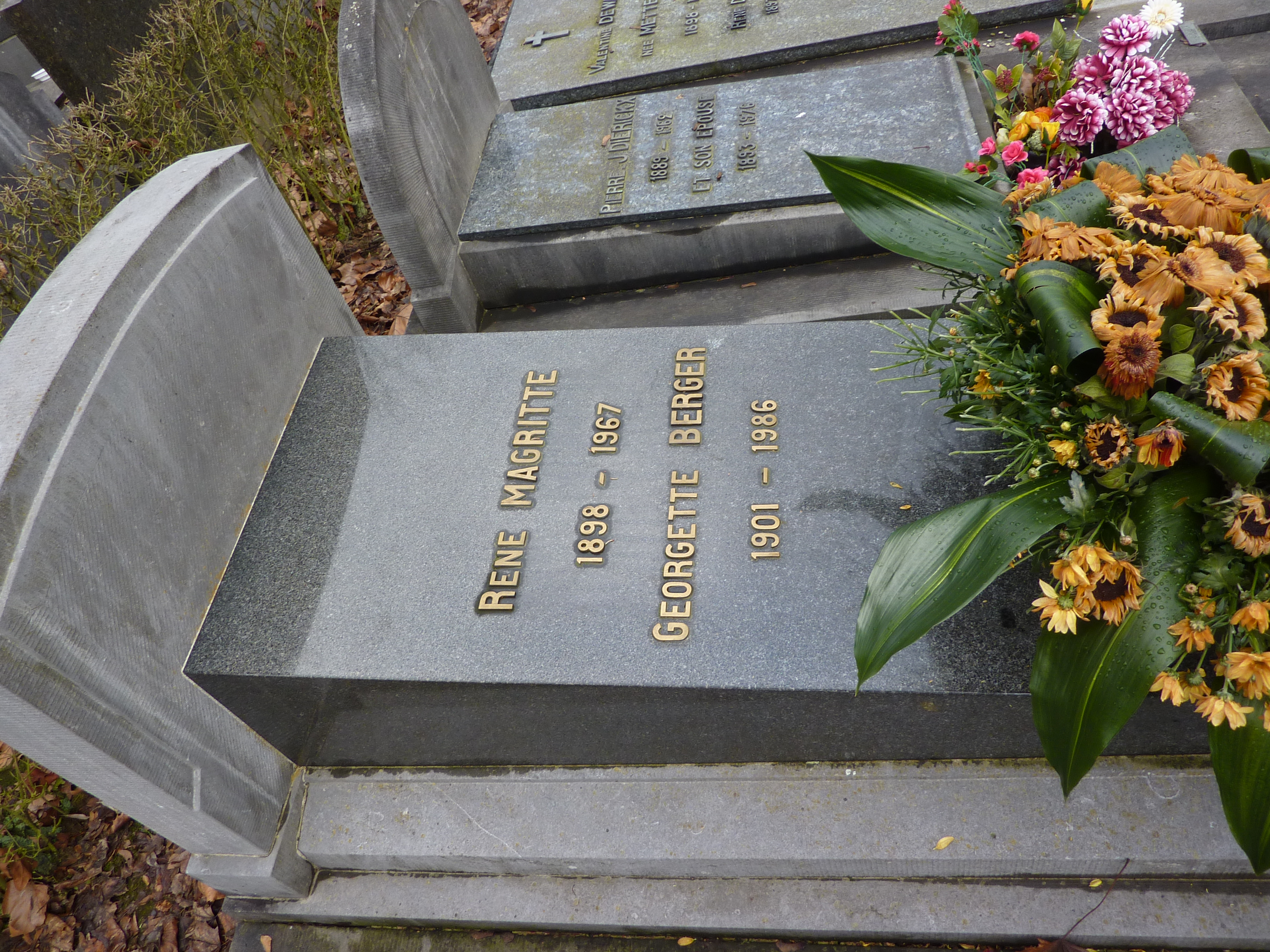
Grób René Magritte'a
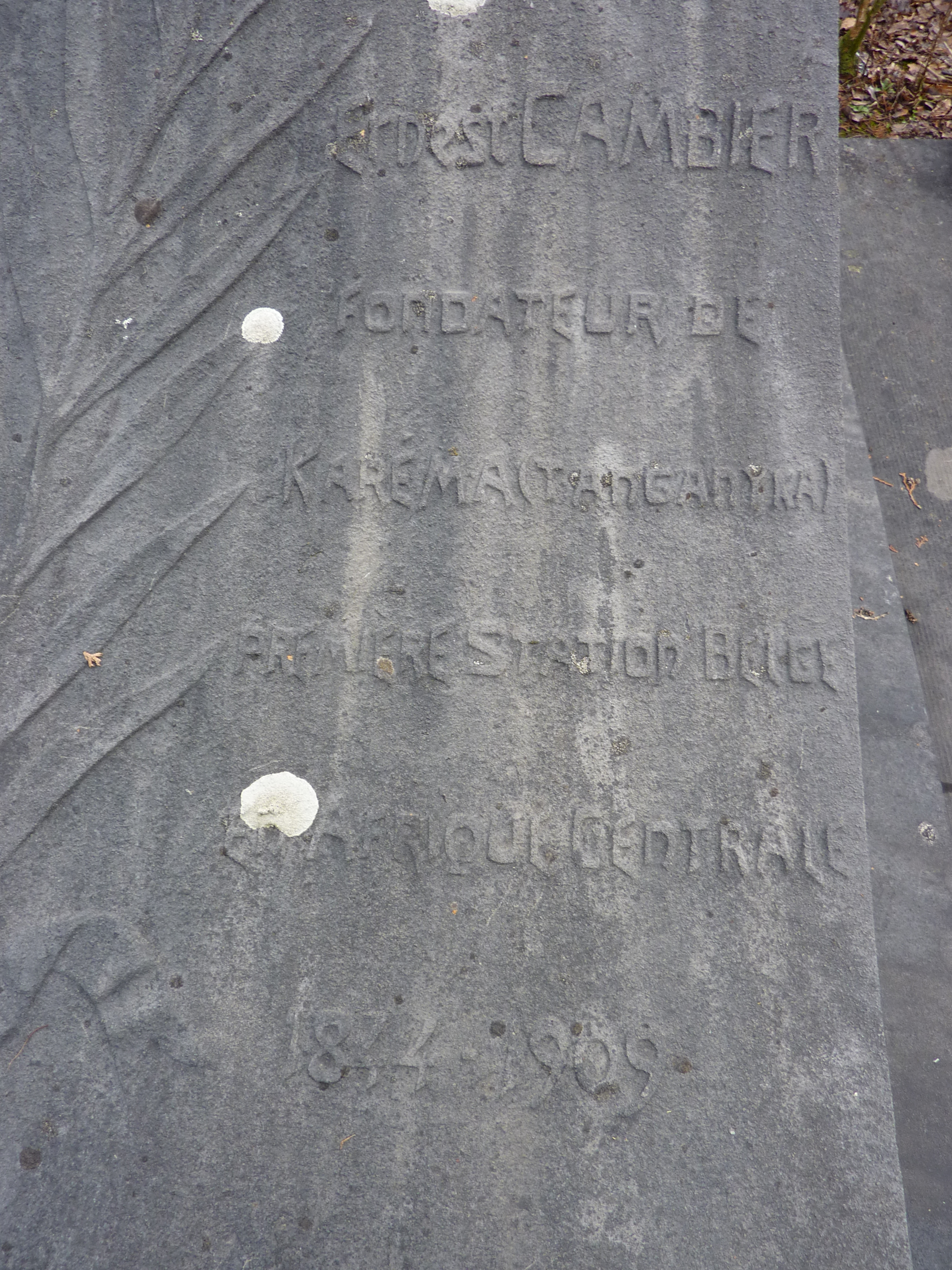
Grób Ernesta Cambiera
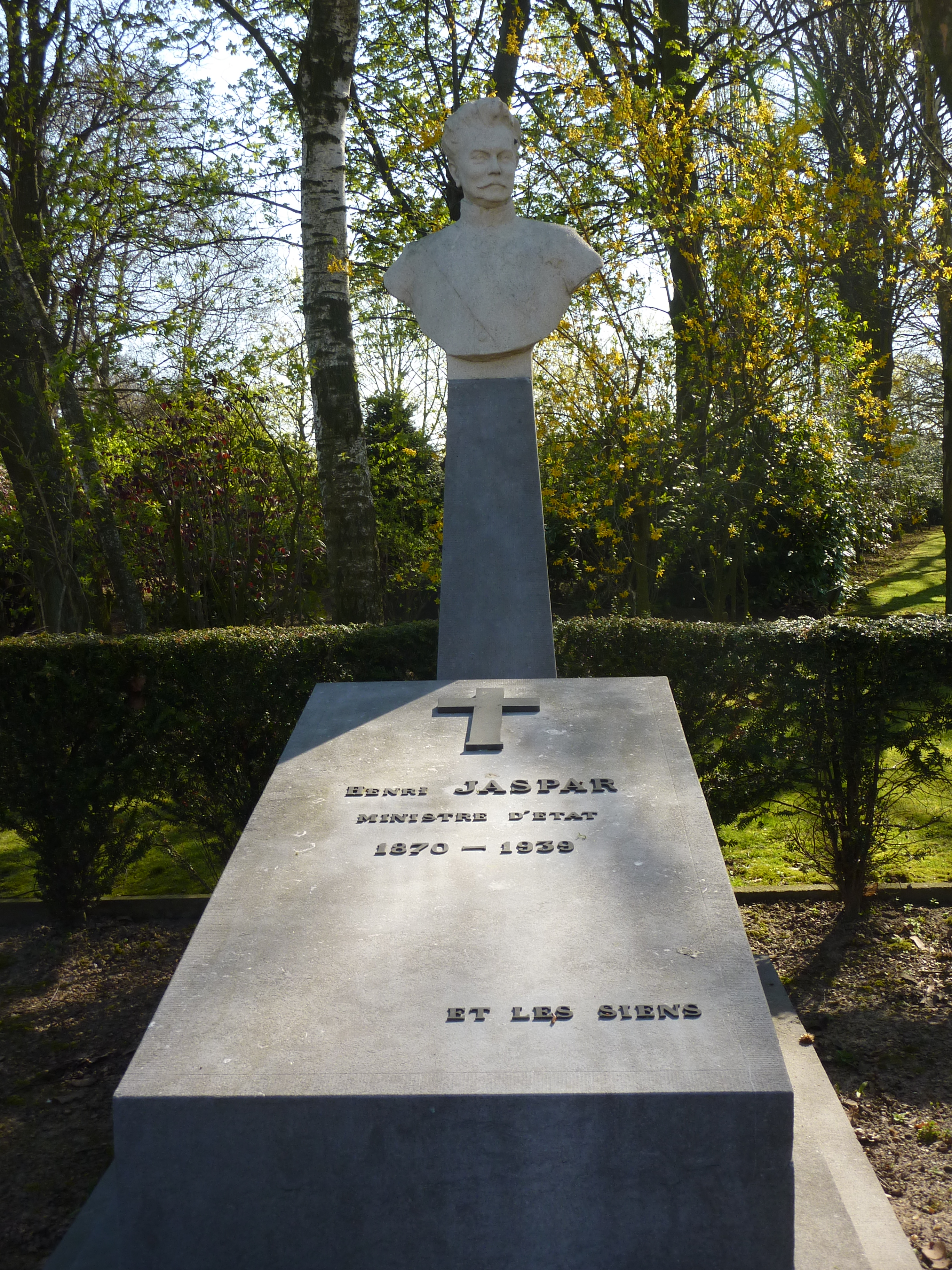
Grób Henri Jaspara